# Drummond (municipalité régionale de comté)
Pour les articles homonymes, voir Drummond.
Drummond est une municipalité régionale de comté (MRC) de la province de Québec, (Canada) située dans la région administrative du Centre-du-Québec. Elle est composée de 18 municipalités. Son chef-lieu est Drummondville.

## Géographie

### Entités territoriales
La MRC est constituée de dix-huit municipalités locales.
| Nom                         | Statut                   | Population 2021 | Superficie (km2) | Densité (h/km2) | Ref. |
| --------------------------- | ------------------------ | --------------- | ---------------- | --------------- | ---- |
| Drummondville               | Ville                    | 79 258          | 260,1            | 304,72          |      |
| Durham-Sud                  | Municipalité             | 1 051           | 92,7             | 11,34           |      |
| L'Avenir                    | Municipalité             | 1 350           | 99,1             | 13,62           |      |
| Lefebvre                    | Municipalité             | 925             | 66,2             | 13,97           |      |
| Notre-Dame-du-Bon-Conseil   | Municipalité de village  | 1 708           | 4,4              | 388,18          |      |
| Notre-Dame-du-Bon-Conseil   | Municipalité de paroisse | 885             | 87,9             | 10,07           |      |
| Saint-Bonaventure           | Municipalité             | 1 066           | 81               | 13,16           |      |
| Saint-Cyrille-de-Wendover   | Municipalité             | 4 920           | 110,4            | 44,57           |      |
| Saint-Edmond-de-Grantham    | Municipalité             | 804             | 48,6             | 16,54           |      |
| Saint-Eugène                | Municipalité             | 1 139           | 76,2             | 14,95           |      |
| Saint-Félix-de-Kingsey      | Municipalité             | 1 493           | 128              | 11,66           |      |
| Saint-Germain-de-Grantham   | Municipalité             | 4 922           | 87,46            | 56,28           |      |
| Saint-Guillaume             | Municipalité             | 1 491           | 88,3             | 16,89           |      |
| Saint-Lucien                | Municipalité             | 1 801           | 114,1            | 15,78           |      |
| Saint-Majorique-de-Grantham | Municipalité de paroisse | 1 384           | 58,8             | 23,54           |      |
| Saint-Pie-de-Guire          | Municipalité de paroisse | 446             | 52,6             | 8,48            |      |
| Sainte-Brigitte-des-Saults  | Municipalité de paroisse | 737             | 72               | 10,24           |      |
| Wickham                     | Municipalité             | 2 587           | 99,1             | 26,1            |      |
| Total                       | Total                    | 107 967         | 1 600,26         | 67,47           |      |

## Démographie
| 1991 | 1996 | 2001   | 2006   | 2011   | 2016    | 2021    |
| ---- | ---- | ------ | ------ | ------ | ------- | ------- |
| -    | -    | 87 808 | 92 982 | 98 681 | 103 397 | 107 967 |

## Administration
| Période                                  | Période  | Identité                  | Étiquette                          | Qualité        |
| ---------------------------------------- | -------- | ------------------------- | ---------------------------------- | -------------- |
| 1982                                     | 1984     | Jérôme Lampron            | Maire de Notre-Dame-du-Bon-Conseil |                |
| 1984                                     | 1985     | Pierre Lemaire            | Maire de Grantham                  |                |
| 1985                                     | 1995     | Jérôme Lampron            | Maire de Notre-Dame-du-Bon-Conseil |                |
| 1995                                     | 1997     | Bernard P. Boudreau       | Maire de Saint-Charles-de-Drummond | Avocat         |
| 1997                                     | 1999     | Francine Ruest-Jutras     | Mairesse de Drummondville          | Pédagogue      |
| 1999                                     | 2001     | André Deslauriers         | Maire de Saint-Eugène              | Policier       |
| 2001                                     | 2003     | Francine Ruest-Jutras     | Mairesse de Drummondville          | Pédagogue      |
| 2003                                     | 2005     | Réjeanne Côté Charpentier | Mairesse de L'Avenir               |                |
| 2005                                     | 2007     | Francine Ruest-Jutras     | Mairesse de Drummondville          | Pédagogue      |
| 2007                                     | 2009     | Éric Béchard              | Maire de Wickham                   |                |
| 2009                                     | 2011     | Francine Ruest-Jutras     | Mairesse de Drummondville          | Pédagogue      |
| 2011                                     | 2013     | Jean-Pierre Vallée        | Maire de Saint-Guillaume           |                |
| 2013                                     | 2015     | Alexandre Cusson          | Maire de Drummondville             | Administrateur |
| 2015                                     | 2017     | Jean-Pierre Vallée        | Maire de Saint-Guillaume           |                |
| 2017                                     | 2019     | Alexandre Cusson          | Maire de Drummondville             | Administrateur |
| 2019                                     | En cours | Carole Côté               | Mairesse de Wickham                |                |
| Les données manquantes sont à compléter. |          |                           |                                    |                |

## Histoire
La MRC de Drummond a été constituée le 1er janvier 1982.

## Éducation
Commission scolaire des Chênes

### Écoles primaires
- Centre Le Relais, (Drummondville)
- École à l'Orée-des-Bois, (Drummondville)
- École aux Quatre-Vents, (Drummondville)
- École Bruyère, (Drummondville)
- École Carrousel, (Sainte-Brigitte-des-Saults)
- École Christ-Roi, (Drummondville)
- École Cyrille-Brassard, (Saint-Cyrille-de-Wendover)
- École des 2 Rivières, (Saint-Lucien)
- École Duvernay, (Drummondville)
- École Frédéric-Tétreau, (Drummondville)
- École Immaculée-Conception, (Drummondville)
- École Jésus-Adolescent et Roméo-Salois, (Saint-Germain-de-Grantham)
- École L'Aquarelle, (Drummondville)
- École L'Avenir, (L'Avenir)
- École Notre-Dame de Durham-Sud, (Durham-Sud)
- École Notre-Dame-du-Bon-Conseil, (Notre-Dame-du-Bon-Conseil)
- École Notre-Dame-du-Rosaire, (Drummondville)
- École Saint-Bonaventure, (Saint-Bonaventure)
- École Saint-Charles, (Drummondville)
- École Sainte-Jeanne-d'Arc, (Lefebvre)
- École Saint-Étienne, (Drummondville)
- École Saint-Eugène, (Saint-Eugène)
- École Saint-Félix-de-Kingsey, (Saint-Félix-de-Kingsey)
- École Saint-Guillaume, (Saint-Guillaume)
- École Saint-Jean, (Wickham)
- École Saint-Joseph, (Drummondville)
- École Saint-Louis-de-Gonzague, (Drummondville)
- École Saint-Majorique, (Saint-Majorique-de-Grantham)
- École Saint-Nicéphore, (Drummondville)
- École Saint-Simon, (Drummondville)
- École Saint-Pie X, (Drummondville)
- École Saint-Pierre, (Drummondville)

### Écoles secondaires
- Centre de formation en entreprise et récupération des Chênes, (Drummondville)
- Centre Laforest, (Drummondville)
- École secondaire Jeanne-Mance (Drummondville)
- École secondaire Jean-Raimbeault, (Drummondville)
- École secondaire La Poudrière, (Drummondville)
- École secondaire Marie-Rivier, (Drummondville)
- École Sainte-Thérèse, formation aux adultes (Drummondville)
- École secondaire du Bosquet (Drummondville)

### Centres de formation professionnelle
Centre de formation professionnelle Paul-Rousseau, (Drummondville)
- CFPPR Marie-Rivier
- CFPPR Marcel-Proulx
- CFPPR Saint-Frédéric
- CFPPR Construction